# Alexandru Țurcan
Alexandru Țurcan (n. 1885, ținutul Soroca, gubernia Basarabia, Imperiul Rus – d. secolul al XX-lea) a fost un fermier și politician moldovean, membru al Sfatului Țării al Republicii Democratice Moldovenești.

## Sfatul Țării
Alexandru Țurcan a fost unul din membrii Sfatului Țării care a absentat de la sesiunea care a votat Unirea Basarabiei cu România la 27 martie 1918.

## Galerie de imagini

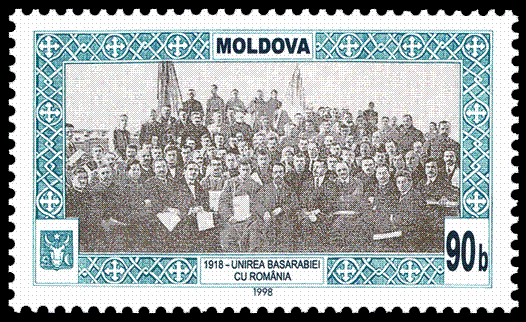
Membrii Sfatului Țării pe un timbru moldovenesc din 1998.